# 2000년 5월
| 2000년: 1월 · 2월 · 3월 · 4월 · 5월 · 6월 · 7월 · 8월 · 9월 · 10월 · 11월 · 12월 |

| <          | 2000년 5월  | 2000년 5월 | 2000년 5월 | 2000년 5월 | 2000년 5월 | >          |
| 일         | 월          | 화         | 수         | 목         | 금         | 토         |
|            | 1 3.27 기미 | 2 28 경신  | 3 29 신유  | 4 4.1 임술 | 5 2 계해   | 6 3 갑자   |
| 7 4 을축   | 8 5 병인    | 9 6 정묘   | 10 7 무진  | 11 8 기사  | 12 9 경오  | 13 10 신미 |
| 14 11 임신 | 15 12 계유  | 16 13 갑술 | 17 14 을해 | 18 15 병자 | 19 16 정축 | 20 17 무인 |
| 21 18 기묘 | 22 19 경진  | 23 20 신사 | 24 21 임오 | 25 22 계미 | 26 23 갑신 | 27 24 을유 |
| 28 25 병술 | 29 26 정해  | 30 27 무자 | 31 28 기축 |            |            |            |

| 편집하기 |